# Georges Lapouge
Pour les articles homonymes, voir Lapouge.
Georges Lapouge, né le 8 septembre 1914 à Saint-Rabier et mort le 27 novembre 2013, est un prêtre et résistant français.

## Biographie
Alors que Georges Lapouge est étudiant séminariste, la Seconde Guerre mondiale éclate ; il interrompt sa formation de prêtre et entre dès l'automne 1940 dans la clandestinité.
Devenu chef de mission avec le grade de capitaine, il crée en 1941 un réseau de renseignement de plus de 500 agents couvrant la Bretagne, le nord de la France, la Belgique et le sud des Pays-Bas ; ce réseau permet de fournir des informations « de premier ordre ». Il est arrêté par les Allemands à la frontière belge le 31 décembre 1941, s'évade, est à nouveau arrêté par la Gestapo, à Paris, en février 1942, s'évade encore une fois puis, via l'Espagne, arrive à Alger, avant d'être parachuté en Haute-Loire début janvier 1944. Il participe alors à la réorganisation de plusieurs réseaux de renseignements, dont « Manipule », qui compte six cents agents dans le nord du pays. Les services secrets de la France libre, la DGER, le mettent ensuite à la disposition de l'OSS, les services américains, afin de recueillir des informations sur les troupes allemandes stationnant dans le sud de la France avant de lancer le débarquement de Provence, qui a lieu en août 1944. À la Libération, il est ordonné prêtre et devient avocat-procureur du tribunal de la Rote, l'un des organes judiciaires de l'Église statuant sur les nullités de mariage.
Il décède le 27 novembre 2013. Le président de la République française, François Hollande, rend alors hommage à « une grande figure de la Résistance ». Ses obsèques sont célébrées le 3 décembre, en l'église Saint-Sulpice de Paris.

## Récompenses et distinctions
- Officier de la Légion d'honneur
- Croix de guerre 1939-1945
- Médaille de la Résistance
- Officier de l'Ordre de Léopold II
- Croix de guerre belge
- Cité à l'ordre de l'armée américaine par le général Patch